# Gérard Rabinovitch
Gérard Rabinovitch (n. 1948, Paris) este un filozof și sociolog francez. Este cercetător la CNRS, membru al CERSES (Centre de Recherche Sens, Éthique, Société), și cercetător asociat la Centrul de cercetare Psychanalyse, médecine et société al UniversitățII Paris VII Denis Diderot. Predă cursuri în mai multe instituții universitare franceze și este profesor invitat la Facultatea de Filozofie și Științe Umaniste din Minas Gerais (Brazilia).

## Biografie
Născut în 1948 la Paris, Gérard Rabinovitch este fiul luptătorului în Rezistența franceză Léopold Rabinovitch, membru al rețelei Carmagnole-Liberté din cadrul FTP-MOI din Lyon (deportat ca luptător în Rezistență în lagărul nazist de la Dachau în 1944) și al Annei, născută Portnoï, care a fost „enfant cachée” (ascunsă sub o identitate falsă într-o familie creștină în timpul regimului de la Vichy). Este, de asemenea, nepotul luptătorului în Rezistența franceză Léon Rabinovitch, și el membru al rețelei Carmagnole-Liberté din cadrul FTP-MOI din Lyon, deportat împreună cu fratele său, Léopold, la Dachau.

## Filosofie
Gérard Rabinovitch își plasează cercetările și scrierile sale în tradiția weberiană, articulată la filosofia politică, în special la cea edificată de ideile Școlii de la Fankfurt și altele care se reclamă de aici sau înrudite cu acestea, mai ales prin operele Hannei Arendt, ale lui Walter Benjamin, Ernst Bloch sau Siegfried Kracauer. Reflecțiile sale se hrănesc din sursele oferite de psihanaliza clinică și din antropologia implicită acesteia, dar și din cele ale istoriei. El se mișcă într-un cadru transdisciplinar pe care îl numește „filosofie clinică”.

### Un nou concept – „destructivitatea” – pentru a interpreta nazismul și genocidele
Gérard Rabinovitch stabilește substanța conceptului de „destructivitate” sprijinindu-se pe ideile sociologiei fenomenologice (Georg Simmel) și pe cele ale sociologiei comprehensive (Max Weber) legate de studiul afectivității în câmpul social. El se inspiră din ipoteza „pulsiunii morții” în versiunea sa heterodestructivă (pulsiunea distrucției) pe care psihanaliza a conceptualizat-o și care este ecoul conceptului kantian al Răului radical.
Noțiunea de „destructivitate” se dovedește a fi un concept prețios pentru interpretarea nazismului, care rămâne o enigmă a culturii occidentale. În cartea sa De la destructivité humaine, fragments sur le Béhémoth, Gérard Rabinovitch identifică și critică limitele gândirii politice, sociologice și filosofice pentru a defini nazismul, utilizând metafora hobbsiană a Leviatanului. El propune abordarea problemei nazismului, urmându-l pe Franz Neumann, în siajul conceptului de Behemot, antonimul lui Leviatan. Behemot este un model de dezorganizare, de haos și de plăcere criminală. Gérard Rabinovitch analizează „himera” nazistă, cu elementele care îi sunt caracteristice: eroizarea violenței, valorizarea agresivității și lichidarea tuturor normelor morale. Această „himeră” nazistă este alcătuită dintr-un gen de acțiune de tip gangsteresc, dintr-o gestică populară de inspirație păgână, din biologismul medical și din raționalitatea instrumentală. Grație conceptului său de „destructivitate”, Gérard Rabinovitch discută și critică teza centrală a sociologului Zygmunt Bauman, expusă în special în opera sa majoră, Bauman interpretând nazismul din perspectiva unei raționalități particulare, cea a rațiunii instrumentale și a acțiunii instrumentale. Preluând limbajul freudian, Gérard Rabinovitch avansează propunerea filosofică de a spune că Leviatan ar putea fi numele unei stări de „conexiuni mortifere” (liaisons mortifères), prin excesul de constrângere aplicat, iar Behemot cel al uneia de „de-conexiuni tanatofile” (déliaisons thanatophiles). Înțelegându-se prin asta, nuanțează el, că Behemot se referă, de fapt, la conexiunile și de-conexiunile vieții: „Distincția nu trece prin alternativa conectare/de-conectare, ci prin mecanismul morbid sau dinamica erotică de care sunt animate acestea (conexiunile și de-conexiunile – n.r.)”. Conceptul de destructivitate îi permite lui Gérard Rabinovitch să reveleze, să articuleze și să gândească asemănările și deosebirile dintre condițiile de posibilitate și modalitățile practice ale Shoah-ului și ale genocidului etnicilor Tutsi și Hutu moderați din Rwanda din 1994. Gérard Rabinovitch își dezvoltă în prezent cercetarea asupra conceptului de „destructivitate” în lucrările sale despre nazism, despre genocidul etnicilor Tutsi și Hutu moderați, dar și în lucrări despre lumea interlopă și mafia, terorism, precum și despre efectele „recuperate” ale nazismului în manifestările contemporane de dezintegrare a legăturilor sociale.

### O etică a deziluziei
Sprijinindu-se pe ideile și contribuțiile freudiene, în special cele din Malaise dans la civilisation, și pe propriile descoperiri legate de conceptul de „destructivitate”, Gérard Rabinovitch reflectează asupra consecințelor caracterului plastic al distrucției, asupra capacității sale de adaptare la diferitele situații istorice, fără a-și schimba însă natura. Confruntându-se cu acest adevăr incomod – barbaria bântuie umanitatea – Gérard Rabinovitch lucrează la fundamentarea unei etici a deziluziei, o etică care permite persoanei  umane să construiască baraje împotriva destructivității, care este constitutivă speciei umane.

### Reflecții asupra umorului
Gérard Rabinovitch își aprofundează și își ilustrează reflecția sa asupra eticii Deziluziei în cadrul analizelor sale despre umor, această veritabilă comoară a îndeletnicirii culturale (Kulturarbeit) depusă de om. În cartea sa Comment ça va mal? L'humour juif, un art de l'esprit, el se apleacă asupra specificității umorului evreiesc, semn și mărturie a culturii și identității evreiești, supuse unei tensiuni interne care îi este proprie, și anume aceea a unei articulații între dezvrăjirea antropologică și speranța mesianică. Mai recent, în lucrarea sa Et vous trouvez ça drôle ?!... variations sur le propre de l'homme, Gérard Rabinovitch își continuă reflecția asupra umorului și a vocației lui etice cu cea a „bine-zicerii” (bene-diction). Analizând diferențele și congruențele între cele două mari tradiții de umor, cea a umorului evreiesc și cea a umorului englez, Gérard Rabinovitch clarifică condițiile de posibilitate a umorului și analizează efectele sale de civilizare și de emancipare lucidă. El construiește elementele solide ale unei distincții în același timp psihică, cognitivă și etică, între ceea ce merită numele de Umor și toate celelalte forme de râs, inclusiv sarcasmul, care vandalizează imaginea celuilalt. El subliniază astfel că râsul din umorul autentic este congruent cu și participă la susținerea unui proiect democratic plauzibil. Prin cercetările sale, Gérard Rabinovitch contribuie la schimbarea acelei paradigme indispensabile pentru efortul de decriptare și de „descâlcire” a realului contemporan. Opera sa vizează articularea antropologiei psihanalitice radicale și problemele recurente ale filosofiei politice clasice pe care Leo Strauss et Claude Lefort le-au formulat. Gérard Rabinovitch construiește fundamentele epistemologice și etice ale unei noi modalități de asumare a condiției umane contemporane.

## Institutul Lévinas
La sfîrșitul anului 2011, lui Gérard Rabinovitch i s-a încredințat sarcina de a dezvolta și coordona Institutul European Emmanuel Levinas (IEEL) pentru Alliance Israélite Universelle (AIU). Instituție de învățământ superior și de cultură, dedicat disciplinelor umaniste: filosofie, hermeneutică, psihanaliză, istorie, literatură și poezie, limbi și filologie, arte plastice, muzică, cinematografie, IEEL este partener al mai multor universități din Franța, Europa, America de Nord și organizează încă de la înființarea sa, în afară de cursuri, și colocvii internaționale, programe de conferințe în Franța și în străinătate, căutând, în preocuparea permanentă de transdisciplinaritate, acele discipline umaniste inovatoare. Ca parte a cercetării desfășurate în cadrul IEEL, Gérard Rabinovitch preia și dezvoltă intuiția sociologului post-weberian S. N. Eisenstadt de a vedea iudaismul ca civilizație: „perspectiva civilizațională care apare ca cel mai bun instrument pentru a înțelege istoria evreiască”. El distinge astfel conceptul de „civilizație”  de termenii „religie”, „grup etnic” etc.

## Operă

### În limba franceză

#### Lucrări semnificative
- Éthique et environnement, direction de l'ouvrage, La Documentation Française, 1997.
- Questions sur la Shoah, éd. Milan, collection "Les essentiels", 2000.
- Le Sourire d’Isaac. L’humour juif comme Art de l’Esprit, éd. Mango/ ARTE éditions Paris, 2002.
- Abraham Joshua Heschel, un Tzaddiq dans la Cité, direction de la publication, Ed. du Nadir, collection "voix", Paris, 2004.
- Antijudaïsme et Barbarie, direction de la publication avec Shmuel Trigano, Éditions In Press, coll. Pardes n° 38, 2005.
- Connaissance du Monde juif, direction de la publication avec Évelyne Martini, Éditions du CNDP/CRDP, coll. Documents, Actes et Rapports, Paris, 2008.
- Comment ça va mal ? : L'humour juif, un art de l'esprit, édition Bréal, 2009.
- De la destructivité humaine. Fragments sur le Béhémoth, PUF, 2009.
- Et vous trouvez ça drôle ?!... variations sur le propre de l'homme, édition Bréal, 2011[12].
- Terrorisme/Résistance. D’une confusion lexicale à l’époque des sociétés de masse, éd. Le Bord de l’eau, 2014, 72 p[13] · [14].
- Les révolutions de Leonard Cohen direction de la publication avec Chantal Ringuet, Presses de l'Université du Québec, 2016, 292 p. (Canadian Jewish Literary Award 2017).
- Somnambules et Terminators. Sur une crise civilisationnelle contemporaine, éd. Le Bord de l’eau, 2016, 102 p.
- Leçons de la Shoah, éd. Réseau Canopé - Éclairer, 2018, 124 p.
- Crise de l'autorité et de la vérité. Désagrégation du politique, direction de la publication, éd Hermann, collection "Questions sensibles", Paris, 2022, 162 p.
- Philosophie clinique. Au chevet de l’animal parlant, éditions Hermann, Paris, 2024, 101 pages. (ISBN : 9791037038968)

#### Contribuții semnificative în volume colective
- « Dans un monde médusé », Robert Antelme, Essais et témoignages, Ed. Gallimard, Paris, 1996, p. 162-172.
- « De l'humour juif », in Enjeux d'histoire, jeux de mémoire, les usages du passé juif, sous la direction de Jean Marc Chouraqui, Gilles Dorival, Colette Zytnicki, ed. Maisonneuve & Larose, Paris, 2006, p. 167-177.
- «Terrorisme et Résistance, la leçon d’Albert Camus », in Un monde en Trans (dir. Michel Wolkowicz), éd. EDK, Paris, 2009, p. 56-73.
- « Nous avons eu de la chance… », livret – préface (bilingue français - anglais) au DVD documentaire Figures humaines de Rose Lallier et Élisabeth Logak, Les films de l'Amandier, 2011.
- « Fragments sur le Behemoth, notes autour d’un syntagme oxymorique », in Destins de la banalité du mal, dir. Michèle Irène Brudny, et Jean Marie Winkler, éd. de l’Éclat, 2011, p. 51-72.
- « Camps de concentration et d’extermination », in Dictionnaire de la violence, dir. Michela Marzano, éd des PUF. Paris, 2011, p. 183-191.
- « Destructivité », in Dictionnaire de la violence, dir. Michela Marzano, P.U.F., 2011, p. 361-367.
- « Peut-on tout montrer? », in Mémoire et mémorisation, volume 1: De l'absence à la représentation, sous la direction de Denis Peschanski, édition Hermann,  Paris, 2013, p. 145-158.
- « Locked-in syndrom, fragments sur le Behemoth (Vers une philosophie clinique) », in L’Homme démocratique, perspectives de recherche (dir. Maria Golebiewska, Andrzej Leder, Paul Zawadzki), éd. Peter Lang, Frankfurt, Allemagne, 2014, p. 35-47.
- « Des praticiens dotés d’un regard d’éleveur », in Une médecine de mort  (dir. Jean Marc Dreyfus, Lise Haddad), éd. Vendémiaire, Paris, 2014, p. 139-168.
- « D'un trait mosaïque », in catalogul expoziției Gérard Garouste et l'école des Prophètes, muzeul din Chambon sur Lignon, éd. Artegalore, 2019, p. 28-39.
- "Humour n'est pas sarcasme", in Rire sans foi ni loi? Rire des dieux rire avec les dieux (dir. Frédéric Gugelot, Paul Zawadzki), éd. Hermann, collection "Questions sensibles", Paris, 2021, p. 233-247.
- « Avalanches », in Crise de l’autorité et de la vérité : désagrégation du politique, direction de l’ouvrage, éditions Hermann, collection « Questions sensibles », Paris, 2022, p.11-26. (ISBN 979-1-0370-1330-9).

#### Articole semnificative în  publicații de specialitate
- « Le trafiquant et ses caves », Travailler, revue internationale de psychopathologie et psychodynamique du Travail, nr. 7, Laboratoire de psychologie du travail, CNAM, Paris, décembre 2001, p. 195-203.
- « Inquiète ton voisin comme toi-même », notes critiques sur Modernité et Holocauste de Zygmunt Bauman, Travailler, nr. 10, Revue internationale de psychopathologie et psychodynamique du travail, Laboratoire de Psychologie du Travail, CNAM, Paris, 2003, pp. 163–184.
- « Par la voie du Behemoth », Cliniques méditerranéennes, Revue de psychanalyse et de psychopathologie freudiennes, nr. 75, Centre interuniversitaire de psychopathologie clinique, Université d’Aix en Provence, éd. Éres, 2007, p. 227-246.
- « Troisième vague; Destructivité, itérations et bijections », in revue Illusio n°14/15, «Théorie critique de la crise », Vol. 3, octombrie 2015[15].

### În limba portugheză (Brazilia)

#### Cărți
- "Schoà: Sepultos nas Nuvens", Éditora Perspectiva, coll. Khronos, Sao Paulo, Brésil, 2004, ISBN 85-273-0698-0.

#### Contribuții semnificative în volume colective
- "Reinterpretar o nazismo para pensar o contemporàneo: algumas pistas", in Dimensoes da violência: conhecimento, subjetividade esofrimento psiquico (dir. M. de Souza, F. Martins, J. Newton de Araùjo), éd. Casa do Psicologo, Sao Paulo, Brésil, avril 2011, p. 215-230.
- "E você acha isso engraçado ?", in Violências e figuras subjetivas: investigações acerca do mal incontrolável. Sous la direction de: Mériti de Souza, Francisco Martins, José Newton Garcia de Araújo, Editora UFSC (Universidad Fédérale de Santa Catarina, 2014, p. 287-303).
- « Sobre uma permanéncia pagâ », in Diàlogos com Eugène Enriquez, A proposito da obra Da horda ao Estado, psicanalise do vinculo social, direction Vanessa Andrade de Barros, Teresa Cristina Carreteiro, Jacyara Rochael Nasciutti, José Newton Garcia de Araùjo, editora FI, Brésil, 2024, p.383-417. (ISBN 978-65-85958-27-1).

#### Articole semnificative în publicații de specialitate
- "Reinterpretar o nazismo para pensar o contemporâneo: algumas pistas", Psicologia em Revista, vol. 8, nr. 12, Institut de Psychologie de l’Université catholique de Minas Gerais, Brésil, 2002, p. 45-56.
- "On all power to thingify or the discourse of science", Clinical do social, in Pusional, revista de psicanàlise,  ano XVI, n° 169, Centro de psicanàlise, Sao Paolo, Brésil, 2003,  p. 46-53.
- "Preocupa o teu proximo como a ti mesmo, notas criticas a modernidade e Holocausto", Agora, nr. 2, Vol. VI, Universidade Federal do Rio de Janeiro, Brésil, 2003, p. 301-320.
- "Figuras da Barbàrie", Psicologia em revista, nr. 17, vol. 11, ed. PUC Minas, Belo Horizonte, Brésil, 2005, p. 11-28.
- "Algumas confusoes e anomias lexicas na época das sociedades de massa", revue Veredas do direito, vol. 4, nr. 7, École supérieure de Droit, Dom Helder Camara, Brésil octobre 2007, p. 45-61.
- "Na via do Behemoth", Agora: Estudes em Teoria psicanalitica, Universidade Federal do Rio de Janeiro, Brésil, 2008, vol. XI, nr. 1 ianuarie/iunie, p. 137-155.

### În limba engleză

#### Contribuții semnificative în volume colective
- "In a Petrified World", On Robert Antelme’s The Human Race, Ed. Northwestern University Press, Illinois, U.S.A., 2003, p. 131-138.

### În limba bulgară

#### Contribuții semnificative în volume colective
- «Fragmenti sa Behemota: sa lexicalnata anomia», in Democratiata medii? (dir. Ivaylo Zniepolski),  éd. Dom na naukite sa tchoveka i obchtesvoto (Maison des sciences de l’homme et de la société), Sofia, Bulgarie, 2012, p. 135-157.

### În limba germană

#### Contribuții semnificative în volume colective
- "Von der versachlichenden, allmacht und vom wissenschtlichen denken", in Ethik und Wissenschaft in Europa (Die gesellschasftliche, rechtliche und philosophische Debatte), Verlag Karl Alber, 2000, seite 126-140, ISBN 978-3-495-47811-0

### În limba turcă

#### Cărți
- Terorizm mi? Direniș mi?* Dire Kitle Toplumları Çağında Bir Sözlük Karmașasına Dair, *SEL YAYINCILIK / RED KITAPLIĞI, Istanbul, 2016, Traducere de Ișik Ergüden, ISBN 978-975-570-848-5.

### În limba poloneză

#### Cărți
- Nauki płinące z Zagłady, Wydawnictwo Akademickie DIALOG, Warșovia, 2019, Traducere: Grażyna Majcher, ISBN 978-83-8002-798-5.

## Distincții
- Cavaler al Ordinului Național de Merit (2013)
- Comandor al Ordinului Artelor și Literelor (2016)
- Ofițer al Ordinului Palmes Académiques (2020)

## Concepție și coordonare editorială site-uri Internet
- Judaïsme et cultures juives, France 5 Éducation, 2007[16]
- Les enfants dans la Shoah, France 5 Éducation, 2009[17]

## Activități culturale asociative
În 2008, Gerard Rabinovitch a recreat Premiile Francine și Antoine Bernheim pentru Arte, Litere și Științe, pentru care a ocupat poziția de secretar general și de realizator al seratelor de decernare a acestor premii, până în 2020. 

1. 
2. 
3. 
4. 
5. 
6. 
7. 
8. 
9. 
10. 
11. 
12. 
13. 
14. 
15. 
16. 
17. 
18. 

- fr Centre de Recherche Sens, E Arhivat în 9 februarie 2009, la Wayback Machine.       thique et Société (CERSES): Gérard Rabinovitch Arhivat în 9 februarie 2009, la Wayback Machine.